# Leonardo Bragaglia
Pour les articles homonymes, voir Bragaglia.
Leonardo Bragaglia (né à Rome le 9 novembre 1932 et mort à Anzio le 1er août 2020) est un acteur, écrivain et metteur en scène italien,.

## Biographie
Né à Rome en 1932, Leonardo Bragaglia est le fils du peintre futuriste Alberto Bragaglia dit le pictor philosophus. Ses oncles Anton Giulio Bragaglia, Carlo Ludovico Bragaglia et Arturo Bragaglia sont actif au cinéma. Leonardo a commencé sa carrière très jeune comme enfant acteur, dans les années 1940, en jouant pour le cinéma de petits rôles dans les films de son oncle Carlo Ludovico Bragaglia et dans Sciuscià (1946) de Vittorio De Sica. Il a travaillé avec des acteurs comme Totò, Anna Magnani, Vittorio De Sica et Nino Manfredi. Au théâtre, il a fait ses débuts avec la compagnie de son oncle Anton Giulio Bragaglia au Ridotto di Venezia avec Memo Benassi,.
En 1949, il s'inscrit à l'Académie nationale d'art dramatique de Rome après avoir obtenu une bourse. En 1950, à l'âge de dix-huit ans, il retourne à l'art comme jeune acteur dans la compagnie d'Antonio Gandusio à l'Université de Rome en jouant Goldoni et Molière. Il devient l'élève préféré de Lamberto Picasso et joue avec lui plus de 100 représentations d'Henri IV de Pirandello,.
Il se tourne vers la réalisation avec Riccardo Bacchelli, signant Giorni di Verità. Dans les mises en scène théâtrales et radiophoniques, il a dirigé des acteurs comme Paola Borboni, Massimo Dapporto, Elsa Merlini, Mario Scaccia, Wanda Capodaglio, Elena Zareschi et Lia Zoppelli,.
Comme écrivain, il a écrit une quarantaine de livres, dont Shakespeare in Italia et la biographie Maria Callas l'arte dello stupore, publiée par Persiani Editore et d'autres livres sur les interprètes de Verdi, Puccini et Pirandello. Il a également été co-directeur du prix Ermete Novelli avec Paolo Emilio Persiani et directeur artistique de Cines, une société de production et de distribution de films,.
Leonardo Bragaglia est mort à Anzio le 1er août 2020,.

## Filmographie

### Comme acteur
- 1943 : Il fidanzato di mia moglie de Carlo Ludovico Bragaglia
- 1945 : Lo sbaglio di essere vivo de Carlo Ludovico Bragaglia
- 1946 : Sciuscià de Vittorio De Sica
- 1950 : Figaro qua, Figaro là de Carlo Ludovico Bragaglia
- 1950 : Les Six Femmes de Barbe Bleue (Le sei mogli di Barbablù) de Carlo Ludovico Bragaglia
- 1952 : A fil di spada de Carlo Ludovico Bragaglia
- 1952 : Don Lorenzo de Carlo Ludovico Bragaglia
- 1954 : L'angelo bianco  de Raffaello Matarazzo
- 1955 : La ragazza di Via Veneto de Marino Girolami
- 1955 : Sémiramis, esclave et reine (La cortigiana di Babilonia) de Carlo Ludovico Bragaglia
- 1957 : Scandale à Milan (Difendo il mio amore) de Giulio Macchi
- 1957 : La Jérusalem délivrée (La Gerusalemme liberata) de Carlo Ludovico Bragaglia
- 1958 : L'Épée et la Croix (La spada e la croce) de Carlo Ludovico Bragaglia.

## Publications
- (it)Shakespeare in Italia. Personaggi interpreti e vita scenica del teatro shakespeariano in Italia, Persiani Editore,  (ISBN 88-902003-0-8)
- (it) Ritratti d'attore, Persiani Editore,  (ISBN 978-88-902003-6-6)
- (it) Memo Benassi. Un grande attore diverso, Persiani Editore,  (ISBN 978-88-902003-7-3)
- (it) Maria Callas. L'arte dello stupore, Persiani Editore,  (ISBN 88-902003-8-3)
- (it) Manuale dell'attore. Recitazione, dizione, interpretazione, Persiani Editore
- (it) Rodolfo Valentino. L'attore, il divo, il sex simbol, Persiani Editore, Bologne, 2008
- (it) Carlo Ludovico Bragaglia. I suoi film, i suoi fratelli, la sua vita, 2009, Persiani Editore,  (ISBN 9788890200397)
- (it) Riccardo Bacchelli e il Teatro, Persiani Editore, 2011,  (ISBN 9788896013106)